# Черкасская Лозовая
Черка́сская Лозова́я (укр. Черкаська Лозова) — село в Малоданиловской поселковой общине Харьковского района Харьковской области Украины.
Код КОАТУУ — 6322083001. Население по переписи 2001 года составляет 4186 (1938/2248 м/ж) человек.
Являлось до 2017 года административным центром Черкасско-Лозовского сельского совета, в который, кроме того, входил посёлок Лесное.

## Географическое положение
Село Черкасская Лозовая находится на реке Лозовенька, выше по течению в 3-х км расположено село Русская Лозовая, ниже по течению на расстоянии в 3-х км — село Чайковка, на реке большая запруда и Лозовеньковское водохранилище, на расстоянии в 1 км проходит Харьковская окружная дорога (М-03) — граница Харькова (посёлок Пятихатки).

## История
Дата основания — 1663.
В списках населенных мест Харьковской губернии 1864 года в селе Черкасская Лозовая в 223 дворах проживало 1966 жителей, была православная церковь, а в сельце Алексеевка (сейчас Слободка-микрорайон Черкасской Лозовой) в 35 дворах проживало 180 жителей и была православная церковь.
В 1920-х-1930-х годах Крестовоздвиженский храм был канонично православным и принадлежал Харьковской и Ахтырской епархии РПЦ; священником в 1932 году был Мигулин, Николай Павлович, 1874 года рождения.
В 1940 году, перед ВОВ, в селе Черкасское-Лозовое (Черкасская Лозовая) было 776 дворов, сельсовет и мукомольный завод, в Алексеевке (ныне Слободка) — 161 двор.
В 1951 году в селе Черкасская Лозовая были 977 дворов.
В 1967 году население составляло 4842 жителя.
В 1990 году в селе проживали 4400 жителей.
Согласно постановлению Верховного совета Украины от 6 сентября 2012 года № 5215-VI «Об изменении и установлении границ города Харькова, Дергачёвского и Харьковского районов Харьковской области» к Харькову была присоединена часть земель Черкасско-Лозовского сельсовета площадью 1,7 км².
С 1920 по 2017 год посёлок был центром Черкасско-Лозовского сельского совета Дергачёвского района Харьковской области; в 2017 он вошёл в Малоданиловскую поселковую общину.
19 мая 2024 года российские войска в ходе вторжения на Украину двумя ракетными ударами по базе отдыха, расположенной в селе, убили 7 человек и ранили 28, включая детей. Среди убитых — беременная женщина, а среди пострадавших — работник полиции и фельдшер скорой помощи, попавшие под повторный обстрел, когда они оказывали помощь на месте попадания.

## Объекты социальной сферы
- Лицей.
- Дом культуры.
- Спортивная площадка.
- Детский сад «Колосок».
- Амбулатория семейной медицины.

## Достопримечательности
- Братская могила советских воинов. Похоронены 174 павших воина во главе с Героем Советского Союза гвардии подполковником И. Л. Каспировичем[6].

## Религия
- Крестовоздвиженский храм.

Адрес: 62340, Харьковский район, ул. 1-го Мая, 2-а.
Община образована 03 июня 1996 года. Престольный праздник: Воздвижение Креста Господня.
Священнослужитель: Протоиерей Олег Валентинович Боровлёв
Послушание: Ответственный за работу епархиального Отдела религиозного образования, катехизации и миссионерства
Награды: Палица 2009 г.
Протоиерейство 2007 г.
Наперсный Крест 2004 г.
Духовное образование:
Киевская Духовная Академия, Харьковская Духовная Семинария 2000 г.
Хиротония: 17 июня 1997.
День рождения: 07 июля 1967.
Место рождения: п. Песочин Харьковского р-на.

## Известные люди
- Шабалтас Иван Михайлович — советский и российский актёр театра и кино. Народный артист Российской Федерации[13].
- Шостко Святослав Николаевич (1934—2007) — украинский и советский учёный в области квантовой электроники, доктор технических наук.

## Карты
- Черкасская Лозовая в 1850—1890 гг.
- Немецкая аэрофотосъёмка Черкасской Лозовой 24 сентября 1941
- Черкасская Лозовая в 1956 г. (недоступная ссылка — история).
- Черкасская Лозовая на карте 1990 г. Архивировано из оригинала 16 сентября 2009 года.
- Современная карта Черкасской Лозовой